# 森田麻恵
森田 麻恵（もりた まえ、1982年7月27日 - ）は、日本の女性ファッションモデルである。
東京都出身。所属事務所はサトルジャパン。

## 人物
- 高校時代は「東京ストリートニュース!」[3]と「Cawaii!」[4]に読者モデルとして出たことがある。
- 趣味はドライブと旅行。
- ヨガとスキューバーダイビングが特技である。
- 大学時代はスペイン語を専攻していた[5]。
- 2009年に入籍[6]（相手は岡山県出身[7]）し、現在は2児の母[8]。
- 同じ事務所の権藤朱実とは姉妹のような仲で、ブログにも度々登場する[9]。また事務所の元同僚の永冶美優紀[1][10]（現・ヒラタオフィス所属）や、樋場早紀[1][10]、葛岡碧[10]、島村まみ[10]とも仲が良い。

## 経歴
- 2006年　プリンセスPINKYオーディションファイナリストを受賞。

### 出演CM
- アサヒ飲料「WONDA」
- 花王「エッセンシャル (シャンプー)」「ヘルシア緑茶」「リーゼ」
- 資生堂「ザ・コラーゲン」
- ワコール「wing スタイルアップパンツ」

### 雑誌
- 小学館「SAKURA」